# DSA-422
La DSA-422 es una carretera perteneciente a la Red Secundaria de la Diputación Provincial de Salamanca que une la  N-620  con la localidad de Muñoz.

## Origen y Destino
La carretera  DSA-422  tiene su origen en La Fuente de San Esteban en la intersección con la carretera  N-620 , y termina en el casco urbano de Muñoz, formando parte de la Red de carreteras de Salamanca.